# Peter Sigerus
Peter Sigerus (Brassó, 1759. július 3. – Nagyszeben, 1831. szeptember 7.) erdélyi szász gyógyszerész, botanikus.

## Életútja
Az azonos nevű aranyműves fia. Miután apját korán elvesztette, közeli rokona, Draudt György vette magához, és gondoskodott neveltetéséről; a gyógyszerészi pályára lépett és Bécsben letette a szükséges vizsgákat. Később mint gyógyszertár-vezető a nagyszebeni Theiss-féle gyógyszertárba lépett. Megkezdette a «Flora Cibiniensis»-t Linné rendszere szerint és Martius modorában rajzolva. Később saját gyógyszertárat vett Nagyszebenben.

## Munkái
- Cikkei a Siebenb. Provinzialblätterben (II. 1807. Höchster Barometerstand in den Jahren 1797–1805, Verzeichniss der in Siebenbürgen wildwachsenden offizinellen Pflanzen)
- Kézirati munkái: Herbarium vivum oder Sammlung der in Siebenbürgen vorkommenden offizinellen Pflanzen; Flora Transilvannica, öt kötetben.